# Cerambycidae
I Cerambycidae Latreille, 1802, comunemente detti Cerambicidi o Cerambici, sono una famiglia di insetti dell'ordine dei Coleotteri, sottordine Polyphaga, che comprende oltre 25 000 specie.

## Morfologia

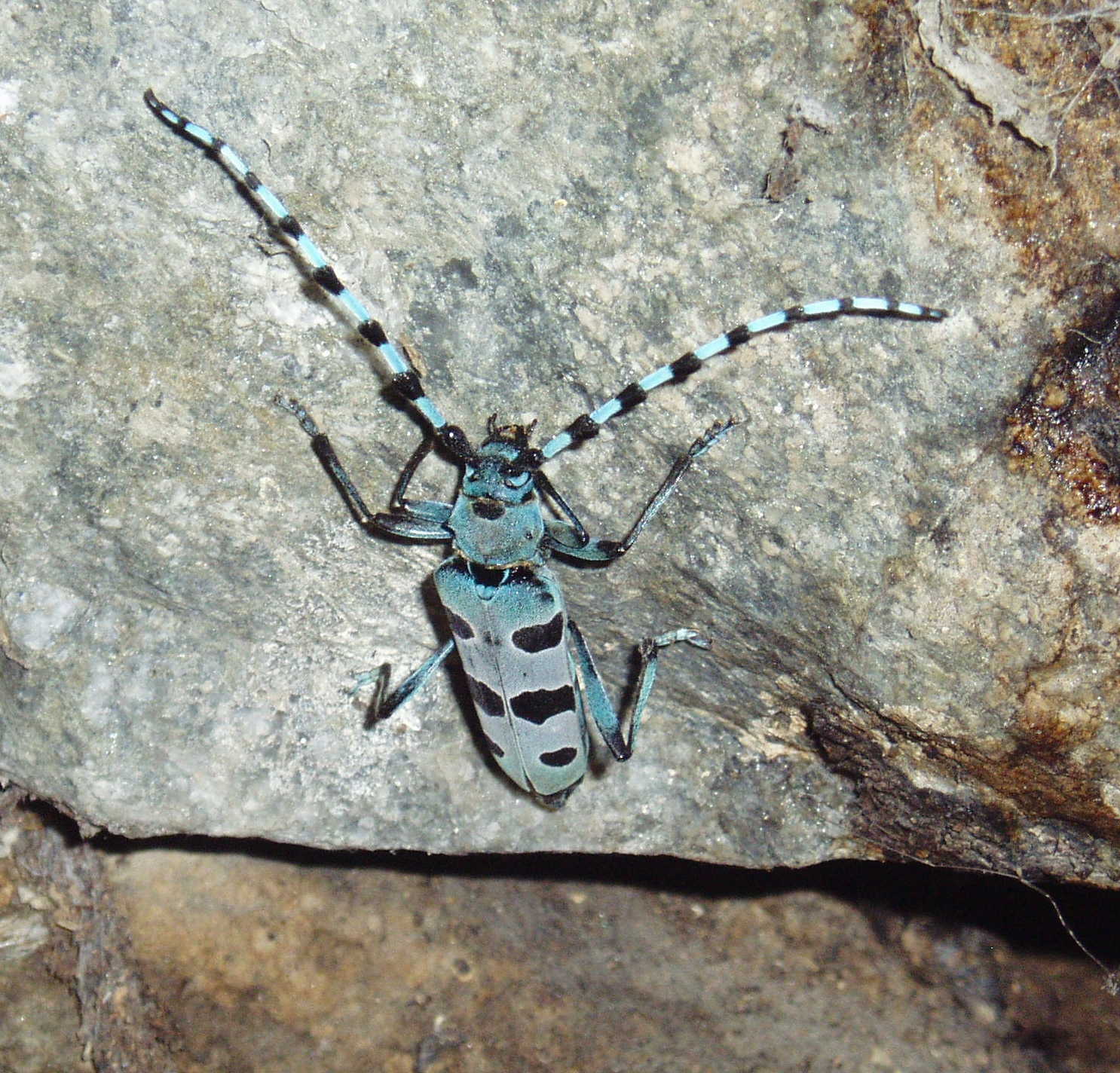
Rosalia alpina (Linneo, 1758)

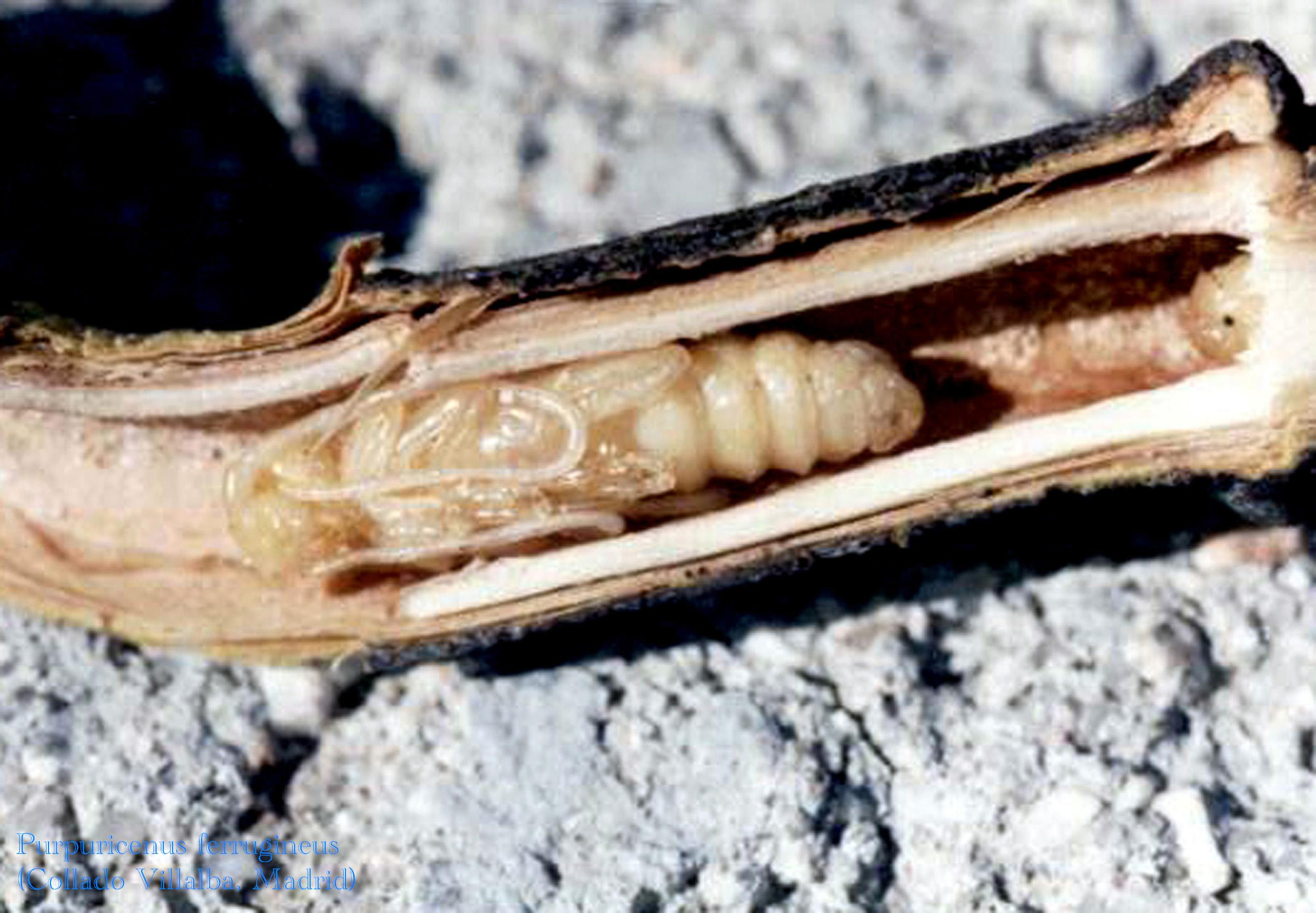
Pupa di Purpuricenus ferrugineus

### Adulto
I Cerambicidi sono molto spesso caratterizzati da lunghe antenne che hanno valso loro l'appellativo di longicorni (una caratteristica che li rende facilmente riconoscibili anche ai non esperti).

Tuttavia alcune specie (specialmente quelle floricole) hanno antenne solo moderatamente lunghe e questa caratteristica è condivisa anche da altri gruppi floricoli (edemeridi, alleculidi) con i quali possono venire facilmente confusi.

Rispetto a tali famiglie, la stragrande maggioranza dei cerambicidi può venire tuttavia facilmente distinta per la formula tarsale 4-4-4.

In realtà il 5° articolo dei tarsi è ancora presente, ma così piccolo da non poter essere distinto a occhio nudo, poiché è quasi un corpo unico con l'onichio. Perciò i cerambicidi non hanno tarsi tetrameri, ma criptopentameri.
Gli adulti hanno spesso un corpo allungato e una colorazione vistosa che li rende molto ricercati dagli appassionati.

### Pupa
La pupa dei cerambicidi, completamente bianca e ricoperta da una delicata cuticola, assomiglia molto all'adulto e può essere talvolta facilmente identificata.

Come quelle degli altri coleotteri, ali e zampe sono ripiegate in avanti. Le antenne, se molto lunghe, vengono avvolte a spirale (Lamiini, Batocerini) o girano più volte attorno al corpo (Acanthocinini).

### Larva
La larva dei cerambicidi è generalmente bianca e carnosa.

Solo la testa è sclerificata ed appare di colore arancio, molto spesso nera attorno alla zona boccale.

Il pronoto possiede in alcune specie un'area posteriore finemente rugosa o coperta di granuli testacei, evolutasi per facilitare l'avanzamento della larva nei tessuti vegetali.

Parimenti anche l'addome ha evoluto dei cuscinetti carnosi al lato superiore ed inferiore di ciascun segmento (tranne gli ultimi due o tre) che, gonfiandosi e sgonfiandosi alternativamente, permettono l'avanzamento nelle gallerie.

Le zampe sono infatti scarsamente sviluppate, o addirittura assenti, nella maggior parte dei gruppi (Lamiinae, molti Clytini). Zampe sviluppate sono presenti solo in alcuni lepturini rizofagi.

## Biologia

### Larva

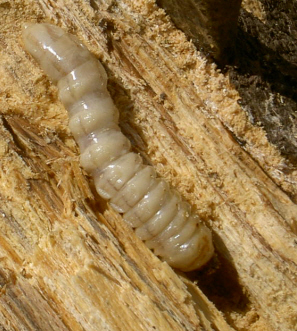
Larva di cerambicide nel legno

Tutte le specie sono fitofaghe, cioè si nutrono di vegetali, almeno durante il periodo larvale.

La maggior parte delle larve è più precisamente xilofaga, cioè si nutre di legno, scavando gallerie entro conifere o latifoglie, sia vive che morte, perlopiù marcescenti.

Altre specie sono rizofaghe, cioè si nutrono di radici più o meno lignificate, ed altre ancora vivono all'interno di piante erbacee (fitofaghe propriamente dette).

Le specie legate a piante di interesse agrario o forestale possono produrre talvolta gravi danni economici. Poche specie (Hylotrupes bajulus e Trichoferus holosericeus) possono anche attaccare legno secco ed in opera, risultando assai pericolose per le costruzioni.

### Pupa
L'impupamento avviene all'interno di una camera scavata sotto la corteccia (specie xilofaghe), o al suolo, all'interno di un bozzolo di materiali vegetali agglutinati (specie rizofaghe).

La durata dello stadio di pupa è in genere piuttosto breve (circa un mese). Dopo la schiusa, l'adulto rimane nella celletta ninfale in attesa della sclerificazione completa dei tegumenti. Talvolta questo periodo può durare anche parecchi mesi (come ad esempio per Cerambyx cerdo)

### Adulto
Gli adulti di alcune specie si nutrono di vegetali, polline, o talvolta frammenti di legno, mentre altre non si nutrono affatto e vivono del grasso accumulato durante il periodo da larva.

## Sistematica
Come altre vaste famiglie, i Cerambycidae sono stati oggetto di revisioni profonde, sulla base di differenti caratteri.
Durante il XIX secolo l'idea corrente era che i Cerambycidae derivassero da forme arcaiche notturne, caratterizzate da tarsi pentameri, antenne scarsamente sviluppate e aspetto appiattito, per molti aspetti simili ai Cucujidae.
I Parandrini e gli Spondylis vennero perciò considerati tra queste forme ancestrali e alla base di tutti i Cerambycidae.
Si suppose addirittura l'esistenza di un genere Protospondylis, forma di passaggio tra Parandra e Spondylis, poi identificato nel fossile nordamericano Spondylis florissantensis Wickam, 1920 (in realtà una semplice Parandra).
Da essi, attraverso i Mallodontini, i Macrotomini, i Callipogonini e gli Aegosomatini, sarebbero derivate le forme più familiari, come i Cerambycinae, i Lepturinae e i Lamiinae.
Ma già gli studi sulle ali rivelavano una situazione completamente rovesciata. I Lepturinae e i Prioninae, caratterizzati da ali più primitive (con una cella nella regione anale), sarebbero stati alla base dell'albero filogenetico. I Parandrini apparivano essere solo dei Prioninae con adattamenti simili ad altre tribù (Mallodontini, Cantharocnemini) e la somiglianza con Spondylis era dovuta solo a convergenza evolutiva.
I Prioninae apparivano parafiletici rispetto ai Lepturinae, e da questi derivavano gli Aseminae (oggi Spondylidinae), i Cerambycinae, i Lamiinae e i Vesperini.
Appariva così evidente che i Cerambycidae più antichi erano forme lepturoidi, molto simili ai Chrysomelidae Orsodacninae e simili.
Ulteriori studi sulle larve evidenziarono che i Disteniinae avevano caratteristiche larvali tali da farli considerare una famiglia completamente differente da porre alla base dell'albero dei Cerambycoidea. L'aspetto lepturoide dei Disteniidae confermava ancora una volta la relazione tra Cerambycidae primitivi e i Chrysomelidae.
Tuttavia questa concezione fu accettata solo recentemente.
Ulteriori studi sulle larve hanno evidenziato che Vesperini, Anolplodermatini e Oxypeltini mostrano caratteri che li separano dai Cerambycidae ancor più dei Disteniidae e che perciò devono essere considerati famiglie distinte. Di conseguenza è necessario considerare i Cerambycoidea come una superfamiglia separata dai Chrysomeloidea e comprendente tutte le forme descritte un tempo come Cerambycidae. Questa famiglia, come viene intesa oggi, comprende solo le seguenti sottofamiglie:
- Anoplodermatinae Guérin-Méneville, 1840
- Cerambycinae Latreille, 1802
- Dorcasominae Lacordaire, 1869
- Lamiinae Latreille, 1825
- Lepturinae Latreille, 1802
- Necydalinae Latreille, 1825
- Parandrinae Blanchard, 1845
- Prioninae Latreille, 1802
- Spondylidinae Audinet-Serville, 1832

### Alcune specie

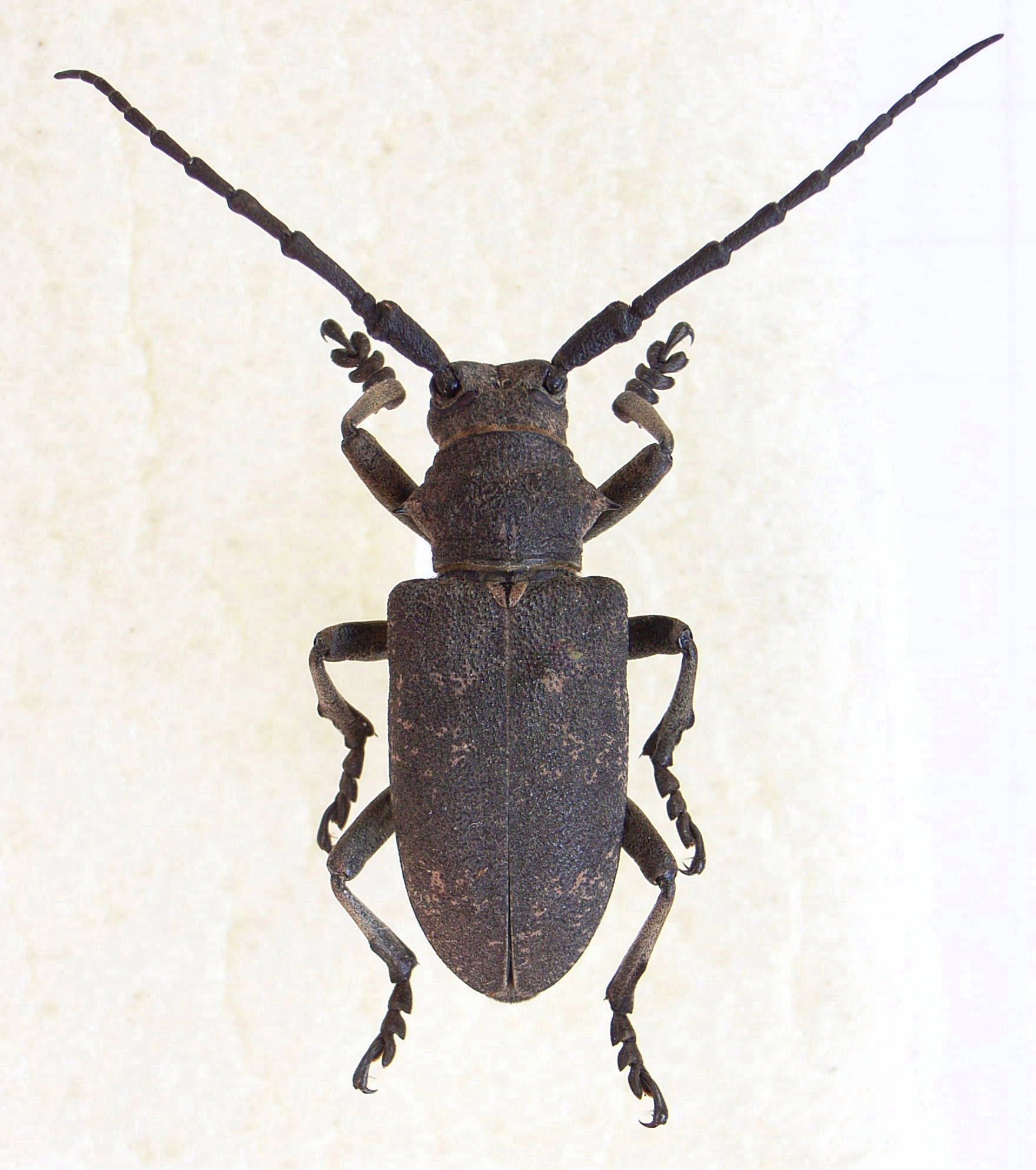
Lamia textor (Linnaeus, 1758)
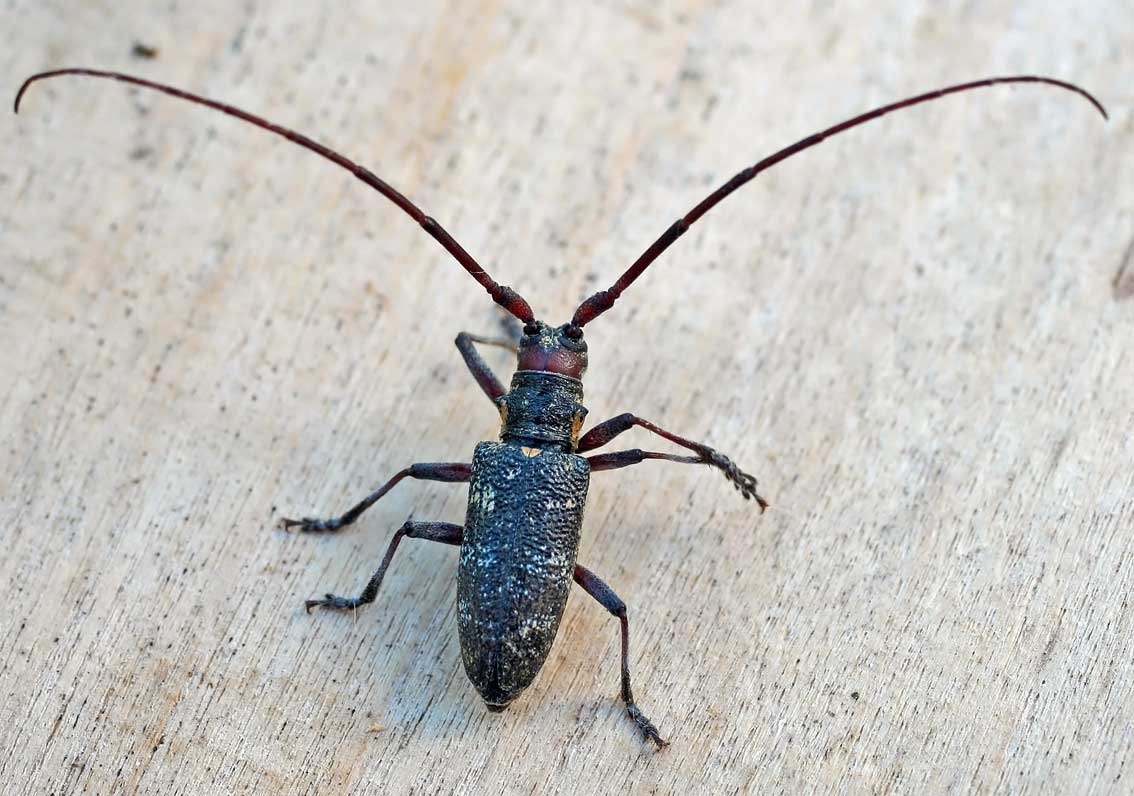
Monochamus galloprovincialis (Olivier, 1795) ♂
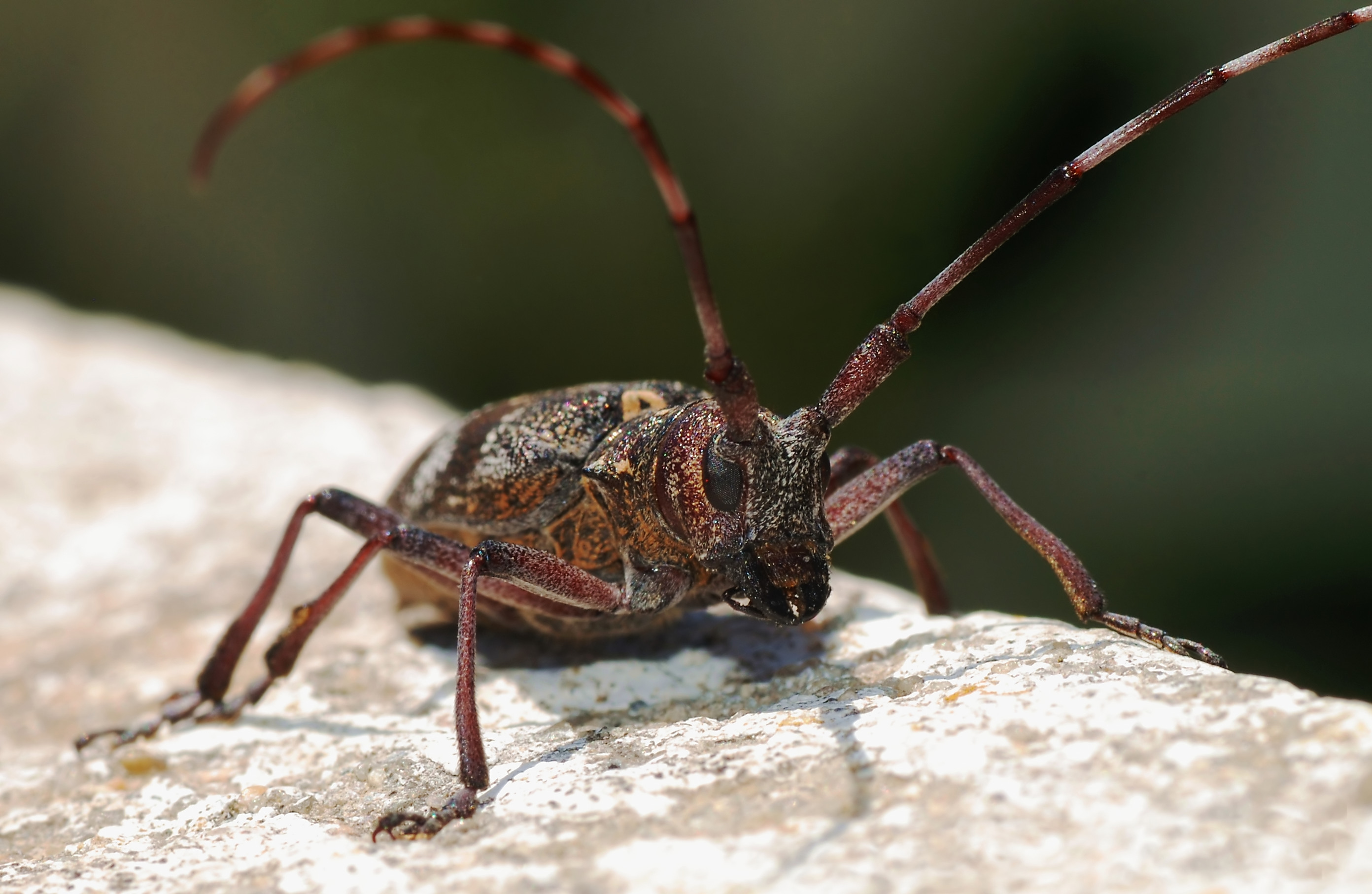
Monochamus galloprovincialis (Olivier, 1795) ♀
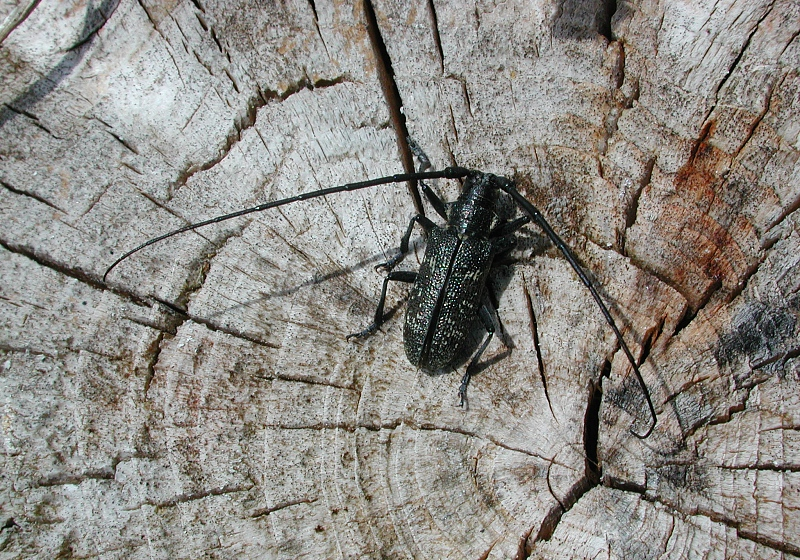
Monochamus sutor (Linnaeus, 1758) ♂
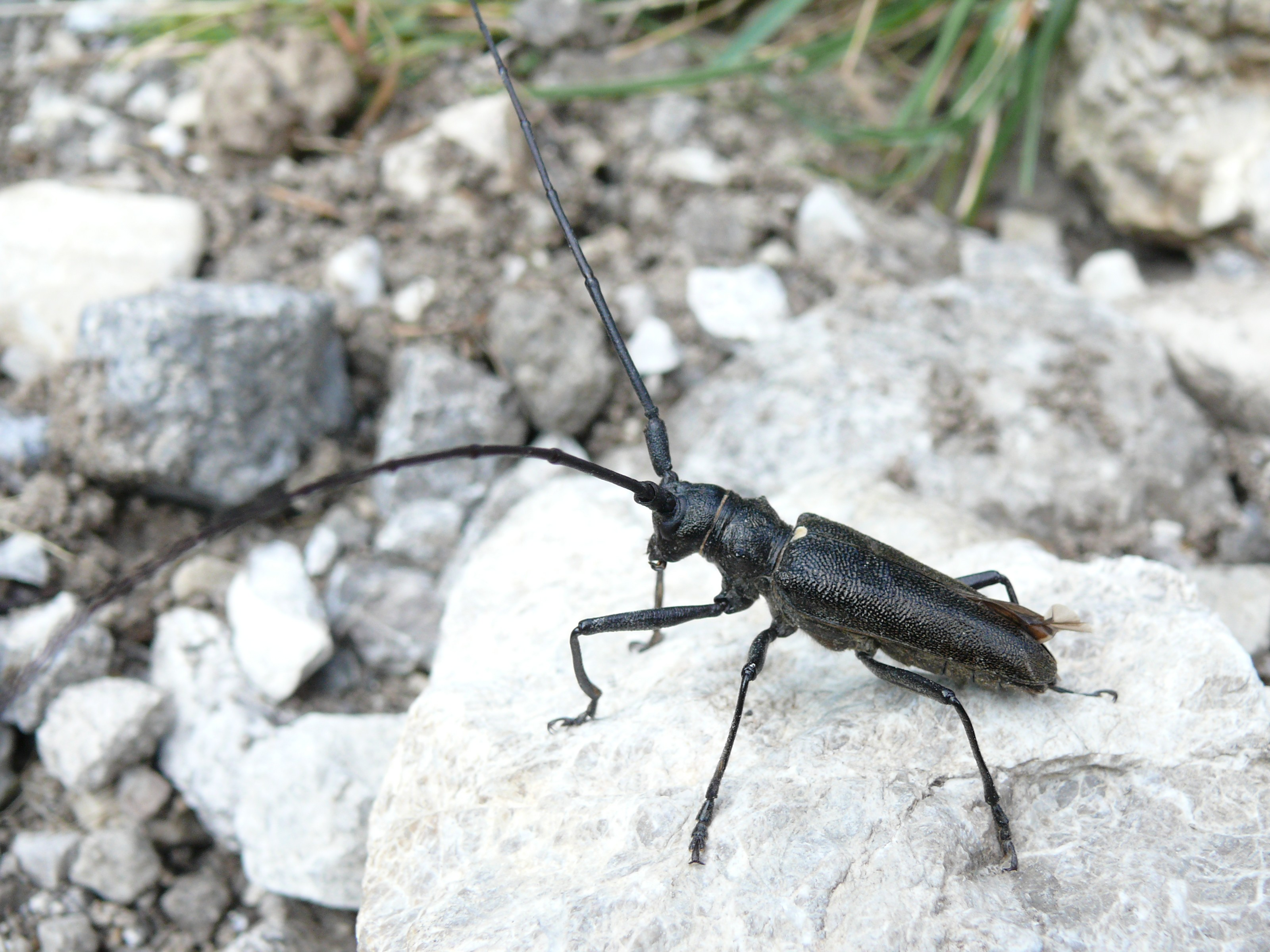
Monochamus sartor (Fabricius, 1787) ♂
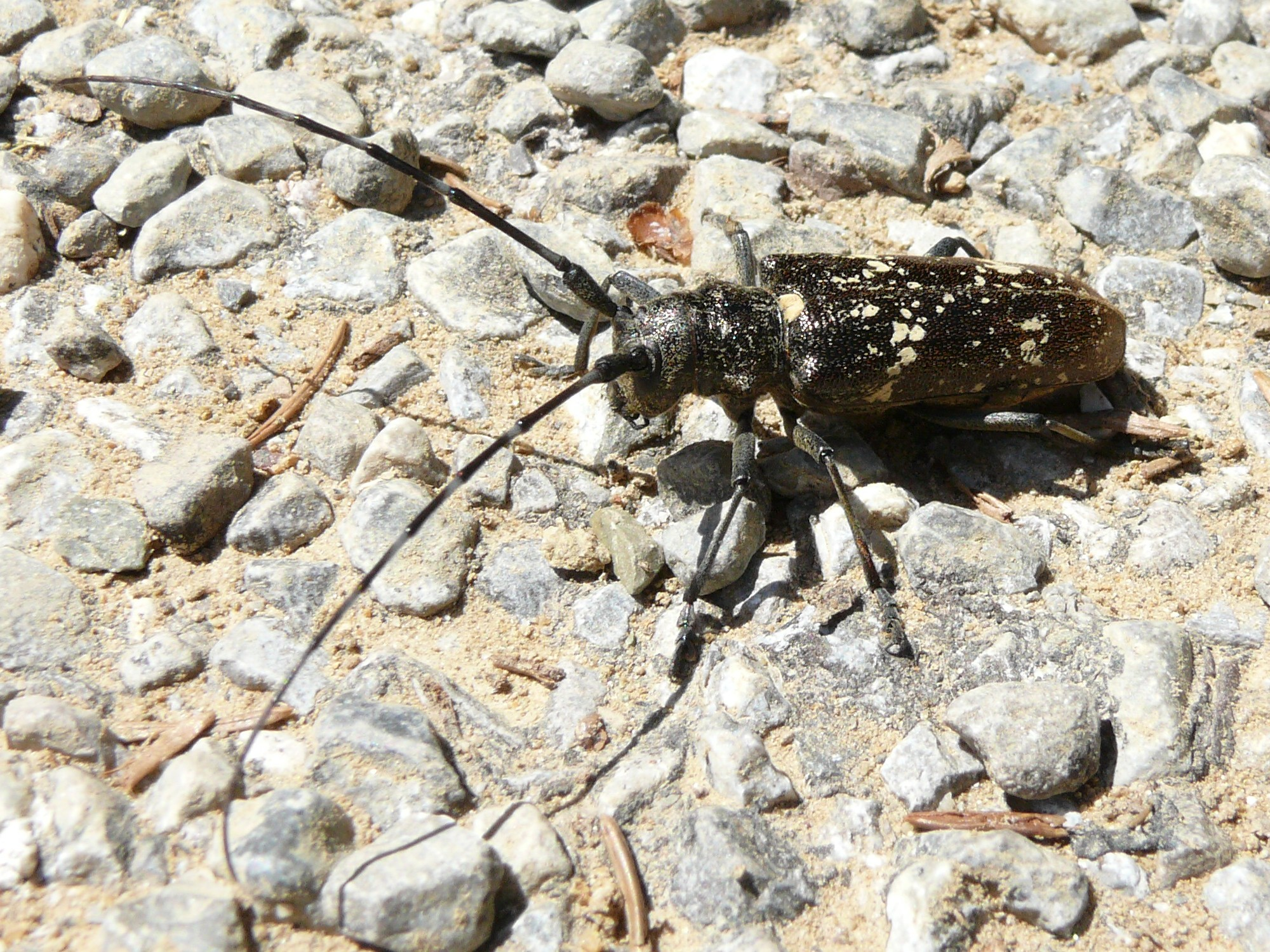
Monochamus sartor (Fabricius, 1787) ♀
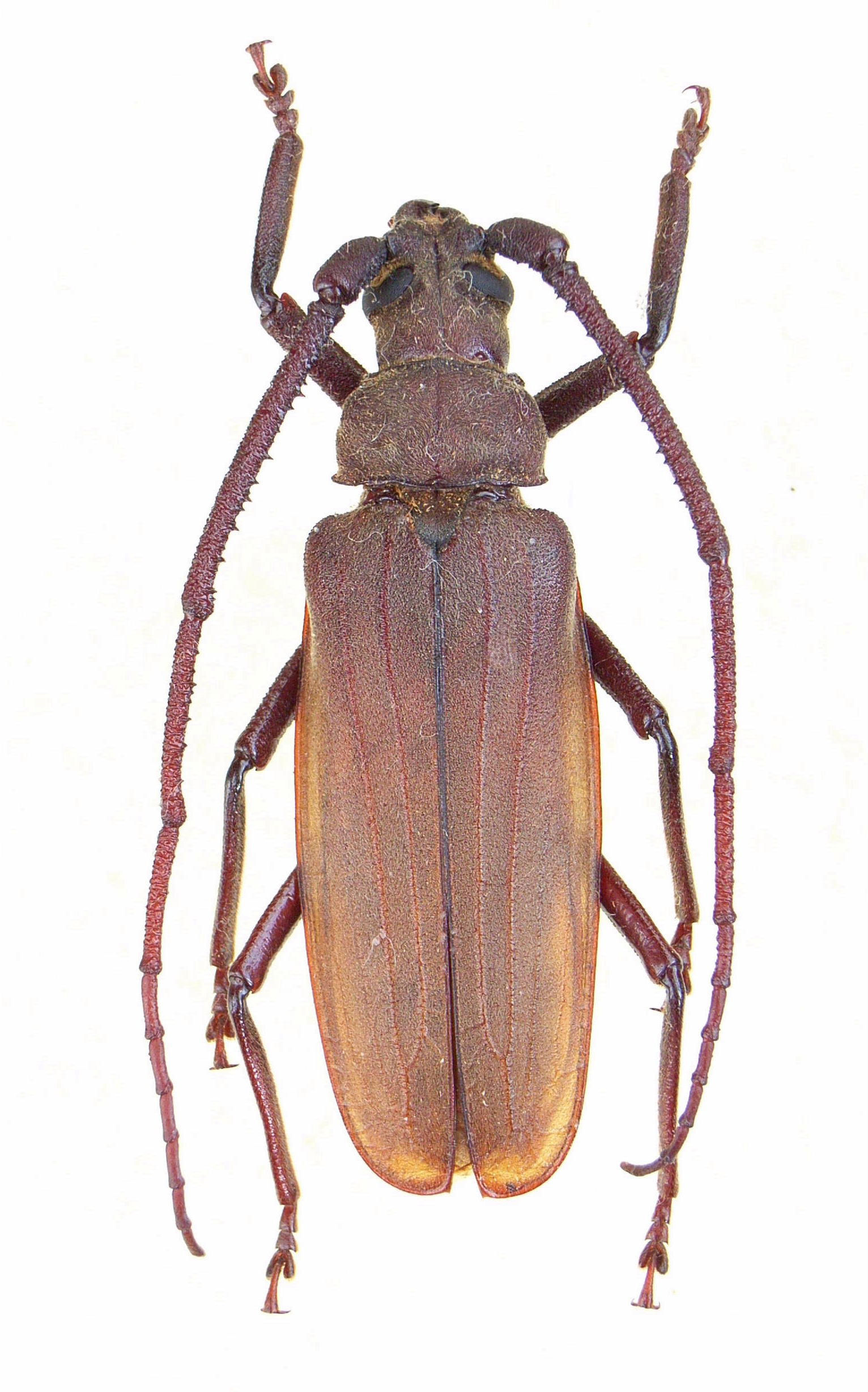
Aegosoma scabricorne (Scopoli, 1763) ♂
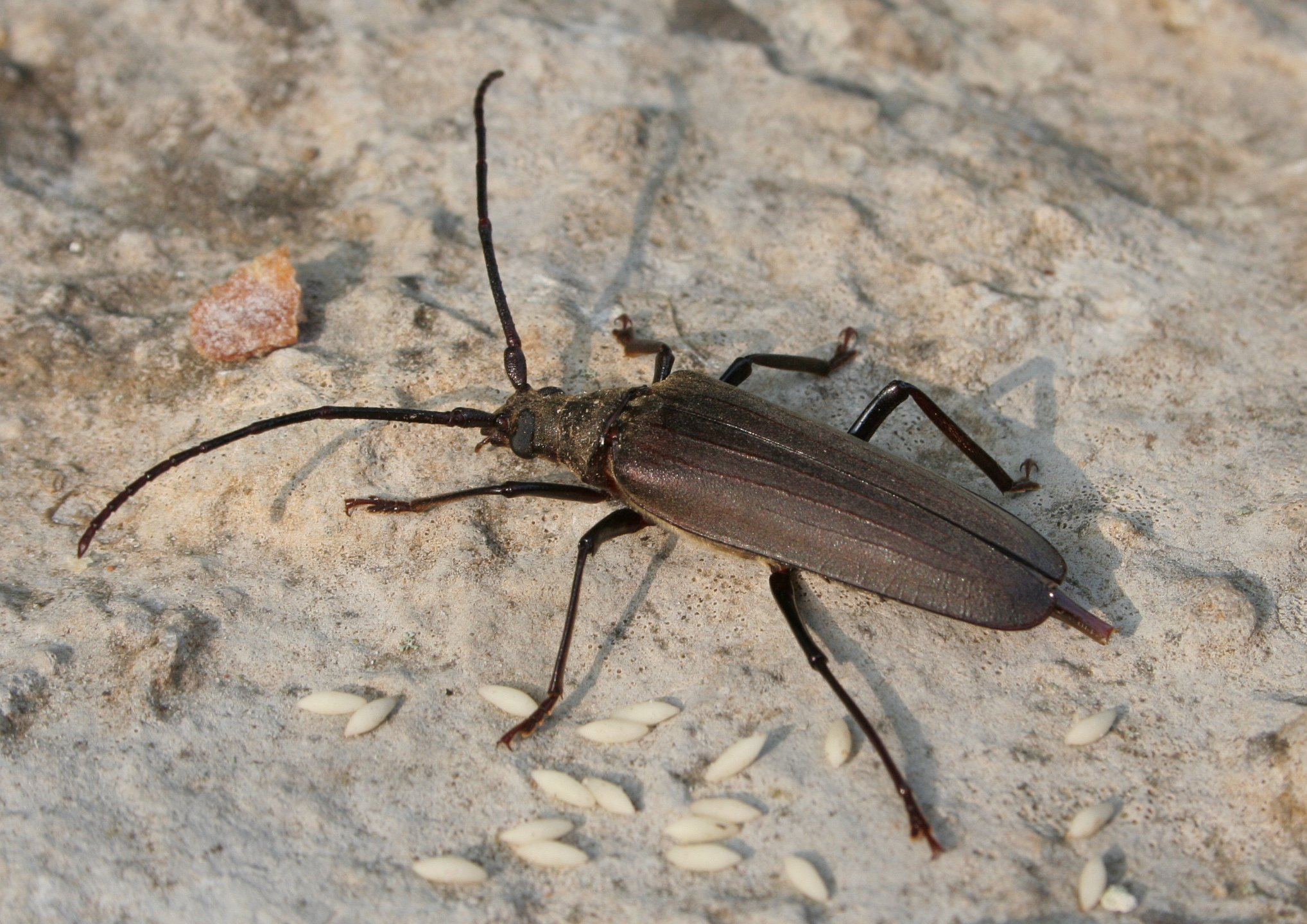
Aegosoma scabricorne (Scopoli, 1763) ♀
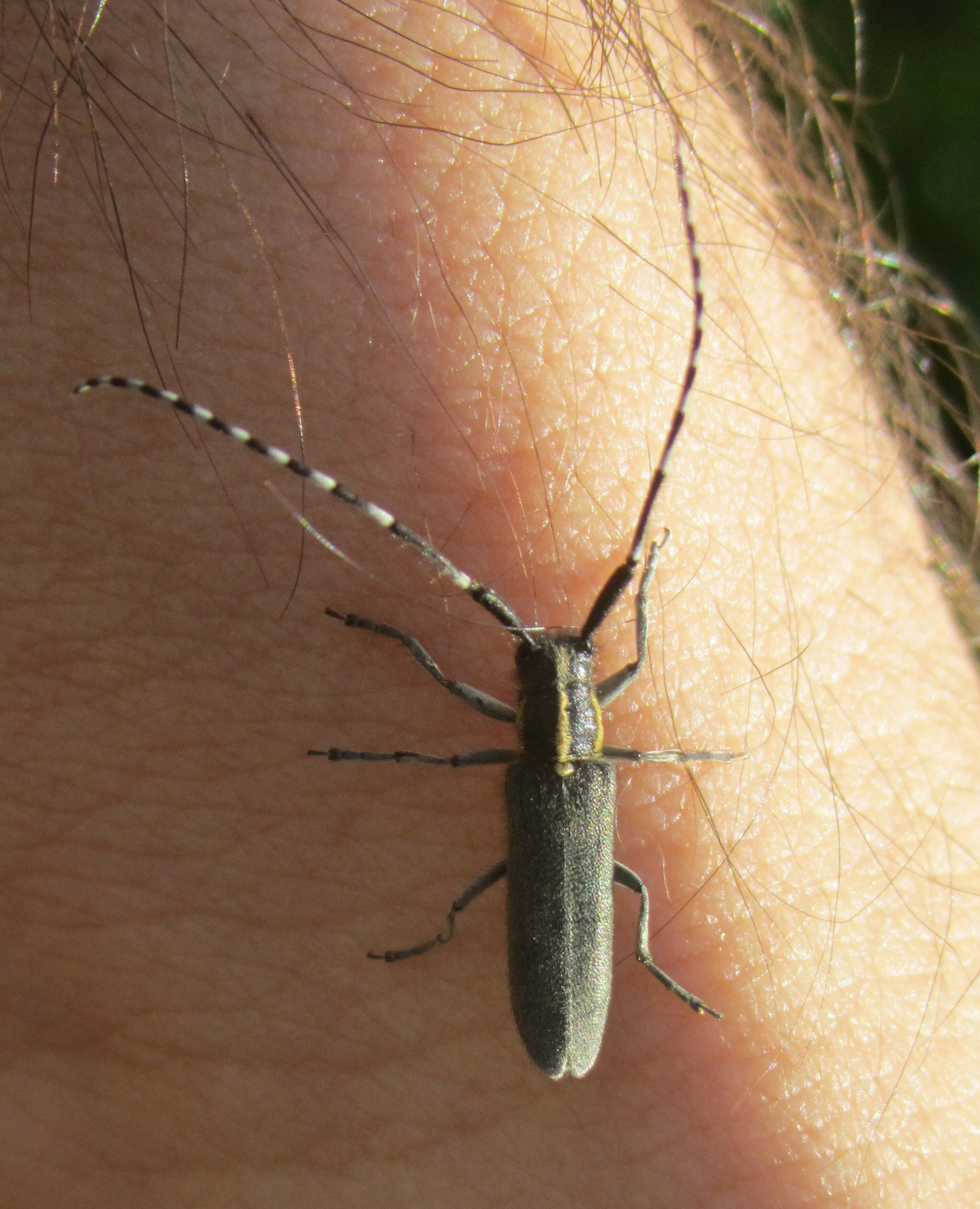
Agapanthia maculicornis (Gyllenhal, 1817)
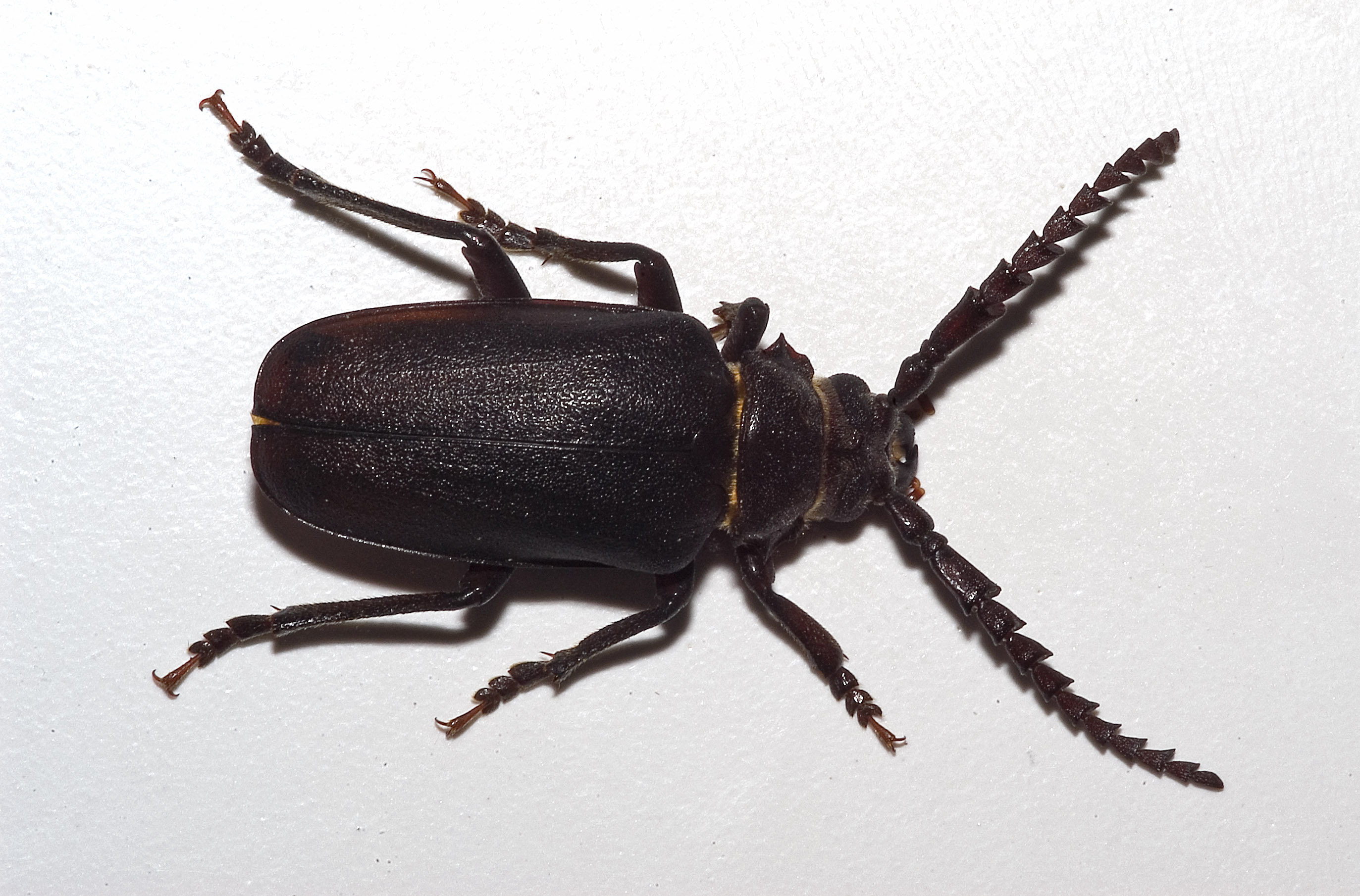
Prionus coriarius (Linnaeus, 1767) ♂
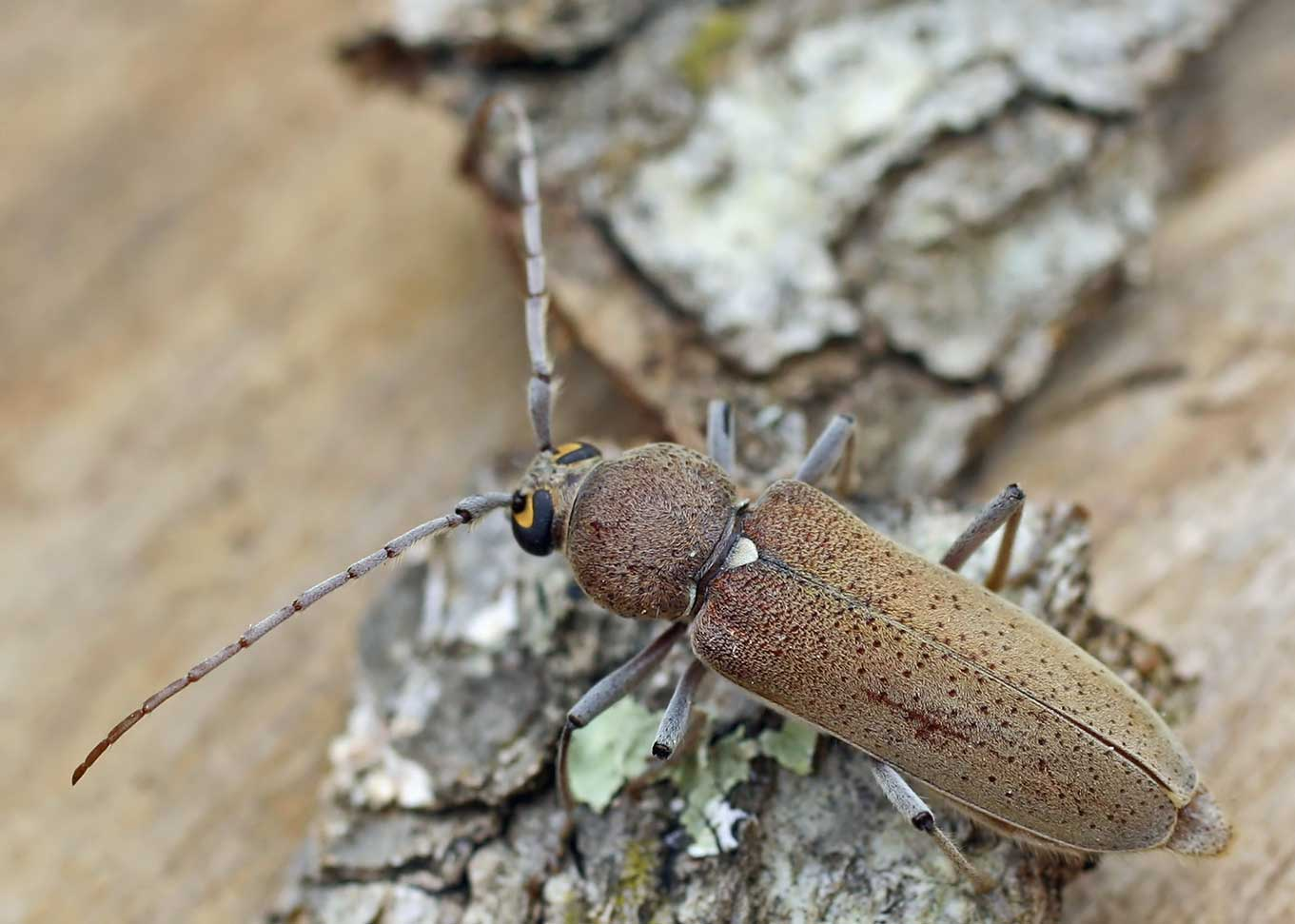
Hesperophanes sericeus (Fabricius, 1787)
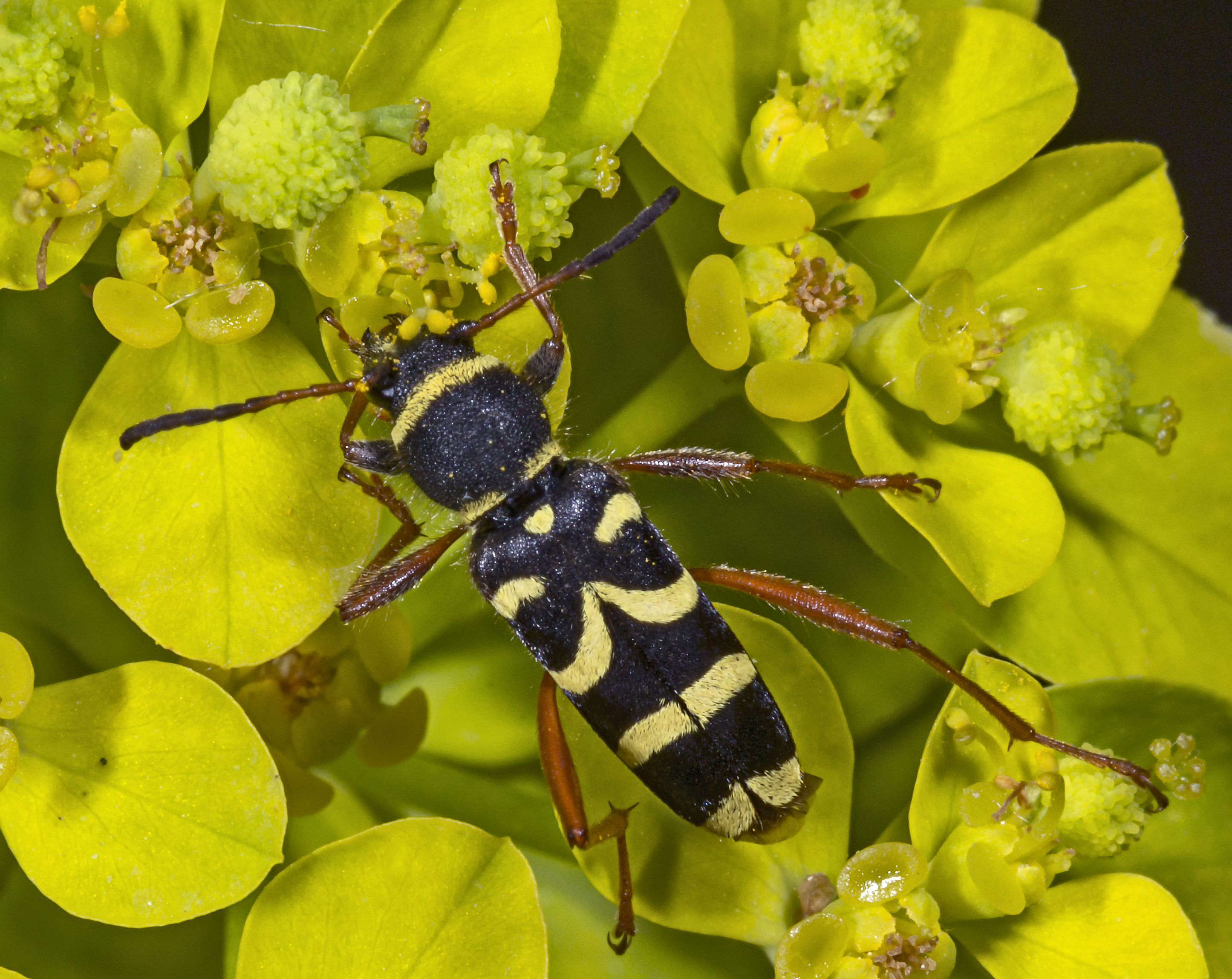
Clytus arietis (Linnaeus, 1758)
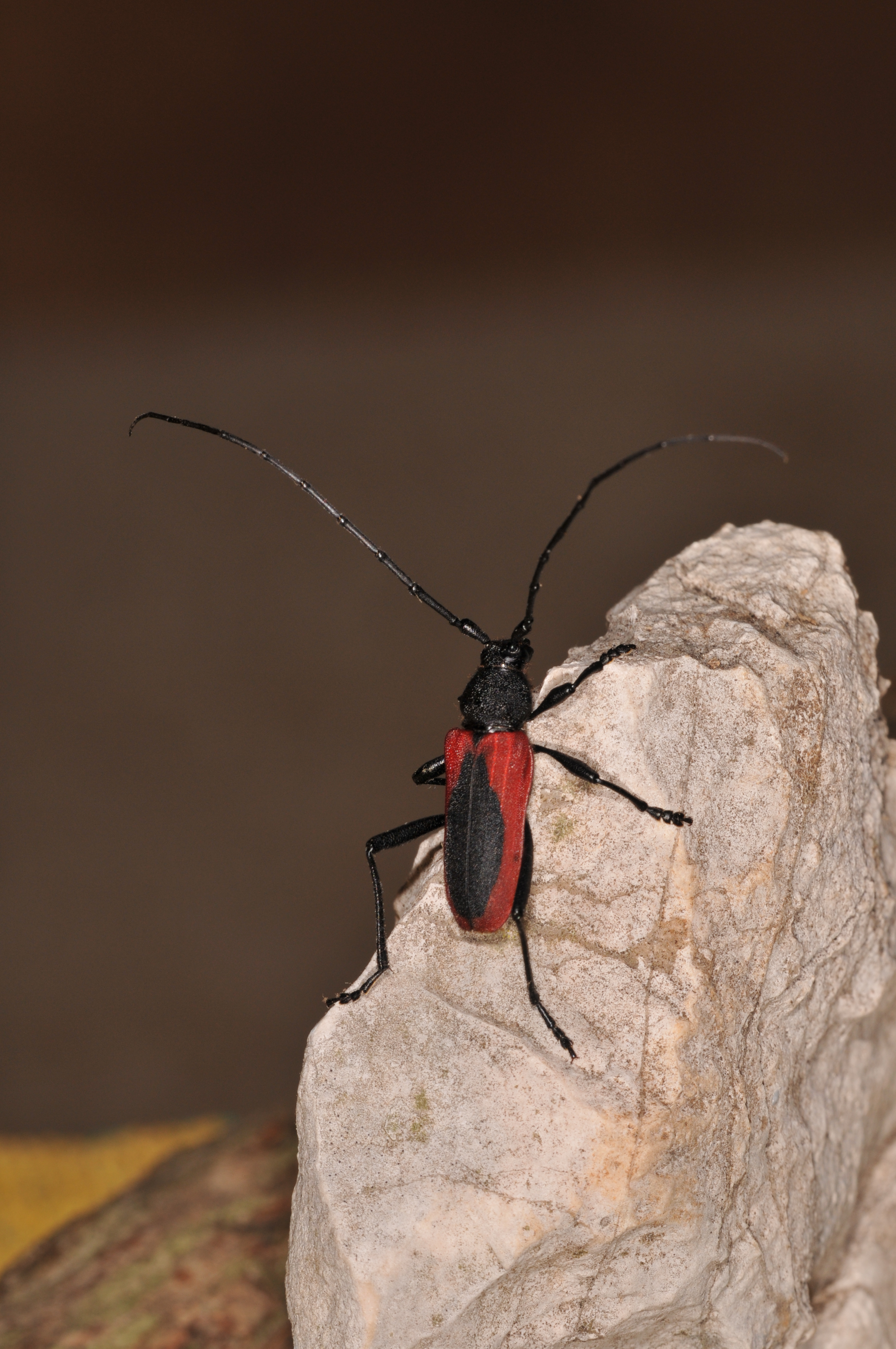
Purpuricenus kaehleri (Linnaeus, 1758)